# Уиллс, Рик
Ричард Уильям «Рик» Уиллс (англ. Richard William "Rick" Wills; род. 5 декабря 1947, Лондон) — британский бас-гитарист. Наиболее известен своим участием в группах Small Faces и Bad Company. Сотрудничал с Питером Фрэмптоном.

## Карьера
В начале своей карьеры Уиллс играл в Кембридже. В частности около 1961 года он играл в группе The Vikings, а затем в других различных местных группах: The Sundowners, Soul Committee, Bullet (с Дэвидом Гилмором на гитаре и Уильямом Уилсоном на ударных) и Cochise. Позже присоединился к Frampton’s Camel.
В 1966 году он вошёл в состав группы The Jokers Wild (где гитаристом и вокалистом был Дэвид Гилмор), где заменил Тони Сэйнти и играл вместе с ними вплоть до их распада в 1968 году. Участвовал в записи первых трёх сольных альбомов Питера Фрэмпотона и сотрудничал с ним вплоть до 1975 года. В 1976 году он стал бас-гитаристом Roxy Music, но вскоре покинул её и в 1977 году присоединился к воссоединившимся Small Faces. Покинув Small Faces в 1978 году Рик участвовал в записи одноимённого дебютного сольного альбома Дэвида Гилмора вместе с Уильямом Уилсоном на ударных. В следующем году Уиллис стал участником группы Foreigner и пробыл в её составе четырнадцать лет.
После ухода из Foreigner в 1992 году Рик присоединился к Bad Company и играл с ней вплоть до возвращения в её состав Боза Баррела в 1998 году. В июле 1999 года он заменил в Lynyrd Skynyrd их прежнего бас-гитариста Леона Уилкесона, когда тот заболел. 24 апреля 2001 года появился на концерте в памяти Стива Марриотта, в составе группы, которая также включала в себя Бобби Тенча, Зака Старки и Раббита Бандрика.
В 2006 году Уиллс присоединился к группе барабанщика The Small Faces Кенни Джонса The Jones Gang. 15 июня 2008 года выступил в составе группы Teenage Cancer Trust на концертном мероприятии The London International Music Show.
12 января 2015 года в Сарсоте, в штате Флорида, Рик Уиллис вместе с оригинальным барабанщиком Дэннисом Эллиоттом присоединился к Foreigner во время их концерта, чтобы исполнить песню «Hot Blooded».

## Дискография
С Питером Фрэмптоном
- Frampton's Camel[англ.] — A&M (1972)
- Somethin's Happening[англ.] — A&M (1974)

С Roxy Music
- Viva! — Atco (1976)

С Small Faces
- Playmates[англ.] — Atlantic (1977)
- 78 in the Shade[англ.] — Atlantic (1978)

С Дэвидом Гилмором
- David Gilmour — Harvest (1978)

С Foreigner
- Head Games — Atlantic (1979)
- 4 — Atlantic (1981)
- Agent Provocateur — Atlantic (1984)
- Inside Information — Atlantic (1987)
- Unusual Heat — Atlantic (1991)

C Bad Company
- What You Hear Is What You Get: The Best of Bad Company[англ.] — Atco (1993)
- Company of Strangers[англ.] — Elektra(1995)
- Stories Told & Untold[англ.] — Elektra (1997)